# Ichneumon annaelisae
Ichneumon annaelisae är en stekelart som beskrevs av Heinrich 1965. Ichneumon annaelisae ingår i släktet Ichneumon och familjen brokparasitsteklar. Utöver nominatformen finns också underarten I. a. himalayanus.